# Malonen
Malonen är en sjö i kommunen Sulkava i landskapet Södra Savolax i Finland. Sjön ligger 75,8 meter över havet. Arean är 45 hektar och strandlinjen är 5,63 kilometer lång. Sjön  ingår i Vuoksens huvudavrinningsområde.   Den ligger omkring 72 kilometer öster om S:t Michel och omkring 260 kilometer nordöst om Helsingfors. 
I sjön finns ön Hurrinsaari. 